# 히나비타♪
《히나비타♪》(일본어: ひなビタ♪)는 2012년 11월 21일부터 시작된 코나미의 웹 연동형 음악 제공 프로젝트이다. 기획·원안·음악 감독은 TOMOSUKE(후나키 토모스케)가 맡았다.

## 개요
'상업 시설의 발전으로 쇠퇴해버린 히나비타 상가를 북돋우기 위해 5명의 소녀들이 마을 살리기 위해 밴드 활동을 시작한다'는 배경 스토리에 따라 공식 사이트를 중심으로 페이스북 상의 블로그와 유튜브에서 웹 라디오 등에서 악곡의 제작 풍경과 밴드 활동 경과를 실시간으로 보고하고 있고, 완성된 곡을 공식 사이트 및 아이튠즈에서 수시로 전달하는 체계를 가지고 있다.
작중에 등장하는 '쿠라노가와 시'는 가상의 도시이지만, 2016년 4월 1일에 실제 도시인 돗토리현 구라요시시와 자매 도시 제휴를 하고 있다.

## 등장인물

### 히나타비 비타 스위츠♪
시모츠키 린(霜月 凛 시모츠키 린[*])
성우 - 미즈하라 카오루
고서점 '시모츠키쇼린'의 딸. 보컬 일렉트릭 기타 담당에서 고등학교 3학년 → 재수생. 11월 3일 출생. 신장 160cm. 혈액형은 AB형. 좋아하는 음악은 이모, 슈게이징, 얼터너티브 록. 미셸 푸코 등 포스트 모던계의 철학서와 시부사와 타츠히코, 미시마 유키오, 유메노 우사쿠 등 퇴폐 소설을 좋아하는 문학 소녀. 성격은 매우 까다로운 허무주의자이며, 쇠락하는 상가, 쇠퇴해 가는 것 등 파멸에 대해 높은 미의식을 가지고있다. 진학교인 텐진 학원에 다니고 있으며, 전국 최고의 성적을 내고 있다. 음악 지식도 풍부하다. 사실 최고 부끄럼쟁이이다. 다른 회원은 이름으로 부르지 않고 "레코드 가게", "양복점", "도장집", "다방"의 각각의 가업으로 부르고 있지만, 라디오에서 한 번은 (마리카는 두 번) 이름을 불렀다. 애용 악기는 "Fender Jazzmaster"이다.
고등학교 졸업 후 안고가 없는 시모츠키쇼린 운영과 실력 부족을 이유로 재수하고 있지만, 사키코는 마리하나 일행과 함께 동급생으로 진학하고 싶은 것으로 추측된다.
야마가타 마리카(山形 まり花 야마가타 마리카[*])
성우 - 히다카 리나
레코드 가게 '사우다지'의 딸. 보컬 키보드 담당. 고등학교 2학년 → 고등학교 3학년. 9월 22일 출생. 신장 154cm. 혈액형은 B형. 좋아하는 음악은 시부야계. 밴드 리더. 평소에는 이른바 말랑 천연 사탕이지만, 중요한 국면에는 언제나 리더십을 발휘하고 회원들의 신뢰는 두텁다. "괜찮아! 절대 괜찮앗!"이 말버릇. 악보를 읽기만 했는데도 감각으로 높은 수준의 작곡을 해내는 높은 음악 감각의 소유자. 큰 사탕을 좋아하고, 달콤한 것이라면 얼마든지 먹을 수 있다. 애용 악기는 "Nord Electro3"이다.
이즈미 이부키(和泉 一舞 이즈미 이부키[*])
성우 - 츠다 미나미
양복점 "이즈미 양재점"의 딸. 보컬베이스 기타 담당이고, 고등학교 2학년 → 고등학교 3학년. 8월 10일 출생. 신장 160cm. 혈액형은 A형. 좋아하는 음악은 애니송 · 보컬로이드계. 마리카와는 이웃이며 어렸을 적부터 소꿉 친구. 인칭 및 애칭은 '이브'이며, 다른 사람들도 이 이름으로 부르게 하고 있다. "시골"을 정말 싫어하고 도시를 동경하는 여자. 자의식 과잉으로 관심병 증세가 있지만 의외로 성실하고 돌보기가 좋거나 가정하기도 한다. 도깨비나 벌레를 싫어한다. 가사 센스가 독특하며, 그것을 걱정하고 있었다. "-이고!"가 말버릇. 애용 악기는 "CARVIN SB4000"이다. 촌놈이나 촌뜨기라는 말을 들으면 매우 화낸다.
메우 메우(芽兎 めう 메우 메우[*]）
성우 - 이가라시 히로미
상가에서 제일 오래된 도장집 "우게츠도우"의 딸. 보컬 드럼 담당이며, 중학교 3학년 → 고교 1학년. 8월 5일 출생. 신장 145cm. 혈액형은 O형. 좋아하는 음악은 아이돌 송, 전파계 송. 인칭 및 어미가 "메우"이며, 독특한 표현을 한다. 놀라운 솜씨의 노래 게이머이며, 각종 비마니 시리즈의 고난이도 악보도 가볍게 해내는 실력이다. 특이한 말과 행동 때문에 트러블 메이커로 불리지만, 머리 회전이 빠르고 회원 사랑과 향토애는 누구보다 깊다. 또한 높은 공연 기술과 코스프레 의상 제작의 재능을 가지고 있다. 운동도 자신 있고, 자전거도 취미이다. 유년기에는 흑발로 매우 소심한 성격이었다. 애용 악기는 자작의 "즌도코 우사마루". 평소부터의 지망 학교였던 텐진 학원에 진학했다. 평소 헤어 스타일은 교칙 위반에 해당하기 때문에 (본인 왈, 린의 머리를 닮은) 가발을 쓰고 등교하고 있다.
또한 멤버 중 유일하게 수능이 가깝지 않기 때문에 밴드 활동 재개를 예상하여 곡을 만들고 스톡을 할 의향을 나타내고 있다.
카스가 사키코(春日 咲子 카스가 사키코[*])
성우 - 야마구치 메구미
순수 찻집 '샤 느와르'의 딸. 보컬 어쿠스틱 기타 담당이고, 고등학교 2학년 → 고등학교 3학년. 2월 4일 출생. 신장 158cm. 혈액형은 A형. 좋아하는 음악은 어쿠스틱 팝, 메탈. 상가의 랜드마크 '샤 느와르'에서 메이드복을 입고 가게를 번성시키고 있다. "매우매우"가 말버릇. 대범하고 의젓한 성격으로 회원의 치유를 맡고 있지만 가정의 문제를 해결하고 진정한 자아를 되찾은 후 가끔 강하고 적극적인 모습을 보이고 있어 멤버들을 놀라게 하고 있다. 애용 악기는 "Ovation Celebrity"이다. "슈발츠 트이펠"라고 명명했다. 일렉트릭 기타를 연주하기도 하지만, 그 때는 음악 성과 개성이 변한다.
고등학교 졸업 후에도 쿠라노가와에 남을 생각이지만, 마리카와 이브와 함께 수험 공부를 하고 있다.

## 소설
《히나비타♪ 凛として咲く花の如く》(2013년 6월 20일 발매, 후지미 판타지아 문고, ISBN 978-4-8291-3905-9-C0193)
글은 아냐가와 케이쇼, 삽화는 CUTEG, 만화는 히로이지. 원작과는 전개가 다른 오리지널 스토리이다.
《히나비타♪ Bitter Sweet Girls!》 (2014년 9월 26일 발매, 이치진샤 문고, ISBN 978-4-7580-4620-6)
글은 시마모토 이치고, 삽화는 CUTEG. 페이스북 판을 기반으로 한 내용이다.
3방향 케이스 동봉 문고판・악곡CD동봉.
《히나비타♪2 Bitter Sweet Girls!》(2015년 7월 15일 발매, 이치진샤 문고)
글은 시마모토 이치고, 삽화는 CUTEG. 페이스북 판을 기반으로 한 내용이다.
코나미스타일, 애니메이트, 게이머즈 한정 판매 상품. 3방향 케이스 동봉 문고판・새로 녹음한 CD 동봉.